# U-147
U-147 — малая немецкая подводная лодка типа II-D для прибрежных вод, времён Второй мировой войны. Заводской номер 276.
Введена в строй 11 декабря 1940 года. Входила в 1-ю флотилию, с 20 декабря 1940 года находилась в 22-й флотилии, с 1 февраля 1941 года входила в 3-ю флотилию. Совершила 3 боевых похода, потопила 2 судна (6 145 брт) и повредила 2 судна (7 586 брт). Потоплена 2 июня 1941 года у берегов Ирландии английским миноносцем «Вандерер» (HMS Wanderer).